# 이광봉
이광봉(李光逢, ?~?)은 고려의 관료이다.

## 생애
1314년 4월, 고려의 상호군으로서 원나라에 사신으로 가서 연호를 고친 것에 대해 축하의 의사를 전하는 역할을 맡았다.
당시 상왕이었던 고려 충선왕을 보좌하면서 권한공(權漢功), 채홍철(蔡洪哲), 최성지(崔誠之) 등과 함께 부정부패를 일삼았다. 1321년, 충선왕이 토번(吐蕃)으로 유배되자 충숙왕은 그들에게 매를 내린 다음 섬으로 보낼 것을 명령했지만 그들은 섬으로 가지 않고 홍주에 머물며 백성들을 괴롭혔다.
이후 충숙왕에게 원한을 품고 그를 폐위시키기 위해 이를 원나라에 권했지만 받아드려지지 않았다.
1333년, 삼사사벽상삼한삼중대광보국숭록대부좌명공신(三司使壁上三韓三重大匡輔國崇祿大夫佐命功臣)으로 함풍부원군(咸豊府院君)에 봉해졌다